# 新院郡
新院郡（：／ Sinwŏn gun */?）是朝鮮民主主義人民共和國黃海南道東南部的一個郡，位於滅惡山脈北麓、載寧江上游。2008年人口83,161人。下分1邑、19里。
1952年由碧城郡、載寧郡各分拆出一部分而成。